# 496 Грифія
496 Грифія (496 Gryphia) — астероїд головного поясу, відкритий 25 жовтня 1902 року Максом Вольфом у Гейдельберзі.